# Eugeniusz Eibisch
Eugeniusz Eibisch (n. 30 decembrie 1896, Lublin, Imperiul Rus – d. 7 martie 1987, Varșovia, Polonia) a fost un pictor polonez, educator, profesor la Academia de Arte Frumoase din Varșovia și Cracovia.